# بتينا فالكو
بتينا فالكو (بالإسبانية: Bettina Fulco)‏ مواليد 23 أكتوبر 1968 في ماريه ديل بلاتا، الأرجنتين، هي لاعبة كرة مضرب أرجنتينية سابقة بدأت مسيرتها كمحترفة سنة 1987 وكانت تلعب باليد اليمنى، اعتزلت اللعب في 1998. أعلى تصنيف لها في الفردي كان المركز الـ 23 في سنة 1988. أعلى تصنيف لها في الزوجي كان المركز الـ 62 في سنة 1991. سبق أن شاركت في دورة الألعاب الأولمبية الصيفية.

## روابط خارجية
- بتينا فالكو على موقع رابطة محترفات التنس (الإنجليزية)
- بتينا فالكو على موقع الاتحاد الدولي لكرة المضرب (الإنجليزية)
- بتينا فالكو على موقع كأس بيلي جين كينغ (الإنجليزية)
- بتينا فالكو على موقع خلاصة التنس.كوم (الإنجليزية)
- بتينا فالكو على موقع أوليمبيديا (الإنجليزية)